# Quinten Hann
Quinten Hann (* 4. Juni 1977) ist ein australischer Poolbillard- und ehemaliger Snookerspieler.

## Karriere
Quinten Hann wurde in Australien 1994 U21-Jugendmeister und begann im Jahr darauf seine Profikarriere. In der Saison 1999/2000 war er als Nummer 26 erstmals unter den Top 32 der Snookerweltrangliste. In den Jahren 02/03 und 03/04 schaffte er jeweils mit Rang 14 zweimal aufeinanderfolgend seine beste Weltranglistenposition. In die Saison 03/04 fällt auch sein bestes Abschneiden bei einem Ranglistenturnier, das Erreichen des Halbfinales beim Irish Masters.
Anfang 2006 endete seine Snookerkarriere vorzeitig nach Anschuldigungen von Reportern der britischen Boulevardzeitung The Sun, er habe von ihnen Angebote für Spielabsprachen zum Wettbetrug angenommen. Zu zwei Anhörungen der World Snooker Association war er nicht erschienen, daraufhin wurde er in Abwesenheit für acht Jahre gesperrt. Zuletzt belegte er Platz 22 der Weltrangliste.
Danach strebte Hann eine Karriere auf der US-amerikanischen International Pool Tour an, nachdem er 1999 bereits Weltmeister im Blackball nach WEPF-Regeln geworden war.
Quinten Hann galt als Paradiesvogel bzw. als Enfant terrible der Snookerszene. Beim LG Cup machte er 2001 beispielsweise gegenüber dem Publikum und seinem Gegner Anthony Hamilton anstößige Gesten, worüber sich Hamilton nach dem Spiel in einem Interview beschwerte. Bei der Snookerweltmeisterschaft 2004 forderte er nach seiner Niederlage gegen den Qualifikanten Andy Hicks diesen zu einem Boxkampf heraus. Im Anschluss daran kam es dann tatsächlich zu einem Kampf, jedoch gegen Mark King, der für Hicks einsprang. Beide bereiteten sich professionell vor und erwarben eine ABA-Boxlizenz. Den Kampf gewann Hann.
Auch abseits des Tisches war der Australier häufig in den Schlagzeilen, so dass er sich mehrfach vor Gericht verantworten musste.